# Colonia el Pajarito
Colonia el Pajarito är en ort i Mexiko.   Den ligger i kommunen Zimatlán de Álvarez och delstaten Oaxaca, i den sydöstra delen av landet, 400 km sydost om huvudstaden Mexico City. Colonia el Pajarito ligger 1 523 meter över havet och antalet invånare är 154.
Terrängen runt Colonia el Pajarito är kuperad åt nordväst, men åt sydost är den platt. Runt Colonia el Pajarito är det ganska tätbefolkat, med 172 invånare per kvadratkilometer. Närmaste större samhälle är Santa Cruz Xoxocotlán, 19,4 km norr om Colonia el Pajarito. Omgivningarna runt Colonia el Pajarito är en mosaik av jordbruksmark och naturlig växtlighet.